# Lohnsteuer
Die Lohnsteuer (Abkürzung: LSt) ist eine Vorauszahlung auf die Einkommensteuer. 
Sie wird als Quellensteuer auf Einkünfte aus nichtselbstständiger Arbeit erhoben. Der Arbeitgeber behält sie von Lohn und Gehalt des Arbeitnehmers ein und führt sie an das Finanzamt ab. Gibt der Arbeitnehmer nach Ablauf des Kalenderjahres eine Einkommensteuererklärung ab, wird die Lohnsteuer auf seine endgültige Einkommensteuerschuld angerechnet. 
Zu den spezifischen nationalen Regelungen siehe:
- Lohnsteuer (Deutschland)
- Lohnsteuer (Österreich)
- Quellensteuer (Schweiz) (keine generelle Lohnsteuer)